# Yass Valley Council
Yass Valley Council is een Local Government Area (LGA) in de Australische deelstaat New South Wales.